# György Bródy
György Bródy (Boedapest, 21 juli 1908 – Johannesburg, 5 augustus 1967) was een Hongaars waterpolospeler.
György Bródy nam als waterpoloër tweemaal deel aan de Olympische Spelen in 1932 en 1936. In 1932 speelde hij tweemaal als keeper. In 1936 speelde hij zes van de zeven wedstrijden als keeper. Hij veroverde twee gouden medailles.
Op de Olympische Spelen in 1928 was hij reserve, en speelde hij geen wedstrijden. Hongarije won hier een zilveren medaille.
István Barta · 
Sándor Ivády · 
Olivér Halassy · 
Márton Homonnai · 
Alajos Keserű · 
Ferenc Keserű · 
József Vértesy
István Barta · 
György Bródy · 
Sándor Ivády · 
Olivér Halassy · 
Márton Homonnai · 
Alajos Keserű · 
Ferenc Keserű · 
János Németh · 
Miklós Sárkány · 
József Vértesy
Jenő Brandi · 
Mihály Bozsi · 
György Bródy · 
Olivér Halassy · 
Kálmán Hazai · 
Márton Homonnai · 
György Kutasi · 
István Molnár · 
János Németh · 
Miklós Sárkány · 
Sándor Tarics